# Red Bull Air Race 2017
Die Red Bull Air Race 2017 Weltmeisterschaft war die 12. Saison einer von der Red Bull Air Race GmbH organisierten Serie von Luftrennen. In der Rennsaison 2017 wurden acht Rennen durchgeführt. Die Stationen waren Abu Dhabi (Vereinigte Arabische Emirate), San Diego (USA), Chiba (Japan), Budapest (Ungarn), Kasan (Russland), Porto (Portugal), Lausitz (Deutschland) und Indianapolis (USA).

## Air Race Piloten 2017

### Master Class
| Nr. | Pilot             | Herkunft           | Flugzeug          |
| --- | ----------------- | ------------------ | ----------------- |
| 05  | Cristian Bolton   | Chile              | Zivko Edge 540 V2 |
| 11  | Mikaël Brageot    | Frankreich         | MXS-R             |
| 10  | Kirby Chambliss   | Vereinigte Staaten | Zivko Edge 540 V3 |
| 21  | Matthias Dolderer | Deutschland        | Zivko Edge 540 V3 |
| 99  | Michael Goulian   | Vereinigte Staaten | Zivko Edge 540 V2 |
| 95  | Matt Hall         | Australien         | Zivko Edge 540 V3 |
| 27  | Nicolas Ivanoff   | Frankreich         | Zivko Edge 540 V2 |
| 18  | Petr Kopfstein    | Tschechien         | Zivko Edge 540 V3 |
| 12  | François Le Vot   | Frankreich         | Zivko Edge 540 V3 |
| 84  | Pete McLeod       | Kanada             | Zivko Edge 540 V3 |
| 31  | Yoshihide Muroya  | Japan              | Zivko Edge 540 V3 |
| 37  | Peter Podlunšek   | Slowenien          | Zivko Edge 540 V2 |
| 08  | Martin Šonka      | Tschechien         | Zivko Edge 540 V3 |
| 26  | Juan Velarde      | Spanien            | Zivko Edge 540 V2 |

#### Pilotenwechsel
- Der ehemalige Champion Nigel Lamb ( Vereinigtes Königreich) zog sich nach dem Finale der Saison 2016 aus der Master Class zurück.[2]
- Der 2015er Champion der Challenger Class Mikaël Brageot ( Frankreich) debütiert in der Master Class.[3]

### Challenger Class
- Die "Standard"-Maschine aller Challenger Cup Piloten war die Extra 330LX.

| Nr. | Pilot           | Herkunft               |
| --- | --------------- | ---------------------- |
| 06  | Luke Czepiela   | Polen                  |
| 07  | Kenny Chiang    | Volksrepublik China    |
| 15  | Baptiste Vignes | Frankreich             |
| 17  | Daniel Ryfa     | Schweden               |
| 24  | Ben Murphy      | Vereinigtes Königreich |
| 33  | Mélanie Astles  | Frankreich             |
| 48  | Kevin Coleman   | Vereinigte Staaten     |
| 62  | Florian Bergér  | Deutschland            |
| 78  | Daniel Genevey  | Ungarn                 |

## Rennkalender
| Nr. | Datum             | Rennen       | Quali-Sieger      | Sieger           | Zweiter           | Dritter           | Gesamtführender               | Sieger Challenger                     |
| --- | ----------------- | ------------ | ----------------- | ---------------- | ----------------- | ----------------- | ----------------------------- | ------------------------------------- |
| 01  | 10.–11. Februar   | Abu Dhabi    | Martin Šonka      | Martin Šonka     | Juan Velarde      | Pete McLeod       | Martin Šonka                  | Daniel Ryfa                           |
| 02  | 15.–16. April     | San Diego    | Matthias Dolderer | Yoshihide Muroya | Peter Podlunšek   | Matthias Dolderer | Martin Šonka                  | Florian Bergér                        |
| 03  | 3.–4. Juni        | Chiba        | Pete McLeod       | Yoshihide Muroya | Petr Kopfstein    | Martin Šonka      | Martin Šonka/Yoshihide Muroya | neu angesetzt 1)                      |
| 04  | 1.–2. Juli        | Budapest     | Pete McLeod       | Kirby Chambliss  | Pete McLeod       | Yoshihide Muroya  | Yoshihide Muroya              | Florian Bergér                        |
| 05  | 22.–23. Juli      | Kasan        | Pete McLeod       | Kirby Chambliss  | Pete McLeod       | Michael Goulian   | Kirby Chambliss               | Luke Czepiella (R1) Kenny Chiang (R2) |
| 06  | 2.–3. September   | Porto        | Pete McLeod       | Martin Šonka     | Pete McLeod       | Matt Hall         | Martin Šonka                  | Kevin Coleman                         |
| 07  | 16.–17. September | Lausitzring  | Matt Hall         | Yoshihide Muroya | Matt Hall         | Martin Šonka      | Martin Šonka                  | Daniel Ryfa                           |
| 08  | 14.–15. Oktober   | Indianapolis | Matt Hall         | Yoshihide Muroya | Matthias Dolderer | Juan Velarde      | Yoshihide Muroya              | Mélanie Astles                        |

## Meisterschaft

### Master Class
| Pos. | Pilot             | Abu Dhabi | San Diego | Chiba | Budapest | Kasan | Porto | Lausitzring | Indianapolis | Punkte |
| ---- | ----------------- | --------- | --------- | ----- | -------- | ----- | ----- | ----------- | ------------ | ------ |
| 1    | Yoshihide Muroya  | 13        | 1         | 1     | 3        | 13    | 6     | 1           | 1            | 74     |
| 2    | Martin Šonka      | 1         | 5         | 3     | 4        | 9     | 1     | 3           | 4            | 70     |
| 3    | Pete McLeod       | 3         | 10        | 7     | 2        | 2     | 2     | 5           | 11           | 56     |
| 4    | Kirby Chambliss   | 11        | 4         | 8     | 1        | 1     | 4     | 6           | 10           | 53     |
| 5    | Petr Kopfstein    | 12        | 6         | 2     | 5        | 4     | 7     | 8           | 5            | 43     |
| 6    | Matt Hall         | 10        | 9         | 6     | 8        | 6     | 3     | 2           | 8            | 40     |
| 7    | Matthias Dolderer | 4         | 3         | 4     | 12       | 10    | 8     | 12          | 2            | 39     |
| 8    | Juan Velarde      | 2         | 11        | 10    | 9        | 5     | DNS   | 4           | 3            | 37     |
| 9    | Michael Goulian   | 6         | 8         | 5     | 13       | 3     | 10    | 14          | 7            | 28     |
| 10   | Mikaël Brageot    | 9         | 13        | 9     | 6        | 12    | 5     | 7           | 6            | 24     |
| 11   | Nicolas Ivanoff   | 5         | 7         | 13    | 7        | 11    | 11    | 9           | 13           | 16     |
| 12   | Peter Podlunšek   | DSQ       | 2         | 12    | DNS      | 14    | 9     | 13          | 14           | 14     |
| 13   | Cristian Bolton   | 7         | 14        | 14    | 11       | 8     | 12    | 11          | 9            | 9      |
| 14   | François Le Vot   | 8         | 12        | 11    | 10       | 7     | 13    | 10          | 12           | 9      |

(Legende: DNP = Nicht teilgenommen; DNS = Nicht gestartet; DSQ = Disqualifiziert; CAN = Abgesagt)
Punktesystem
| Platzierung | 1    | 2      | 3      | 4    | 5    | 6    | 7    | 8    | 9    | 10   | 11   | 12   | 13   | 14   |
| Punkte      | 15   | 12     | 9      | 7    | 6    | 5    | 4    | 3    | 2    | 1    | 0    | 0    | 0    | 0    |
| Farbe       | Gold | Silber | Bronze | Grün | Grün | Grün | Grün | Grün | Grün | Grün | Blau | Blau | Blau | Blau |

### Challenger Class
Jeder Pilot in der Challenger Class wird während der ersten sieben Rennen der Saison mindestens drei Rennen bestreiten. Nur die ersten drei Ergebnisse jedes Piloten zählen in der Gesamtwertung, alle anderen Ergebnisse werden nicht gezählt. Nach dem siebten Rennen qualifizieren sich die besten sechs Piloten für das Finale.
| Pos. | Pilot           | Abu Dhabi | San Diego | Budapest | Kazan | Kazan | Porto | Lausitzring | Indianapolis | Punkte gestrichen | Punkte |
| ---- | --------------- | --------- | --------- | -------- | ----- | ----- | ----- | ----------- | ------------ | ----------------- | ------ |
| 1    | Florian Bergér  | 2         | 1         | 1        |       |       | 2     | 2           | 4            | 8                 | 38     |
| 2    | Daniel Ryfa     | 1         |           | 3        | 2     | 6     |       | 1           | 6            |                   | 34     |
| 3    | Luke Czepiela   | 6         | 3         | 2        | 1     |       |       | 3           | 2            |                   | 34     |
| 4    | Kevin Coleman   | 5         | 2         |          | 7     | 3     | 1     |             | 5            |                   | 27     |
| 5    | Mélanie Astles  | 3         |           |          | 5     | 4     | 3     | 5           | 1            | 2                 | 23     |
| 6    | Ben Murphy      | 4         |           |          | 3     | 5     | 5     | 4           | 3            | 2                 | 19     |
| 7    | Baptiste Vignes | 7         | 5         | 4        | 6     | 2     |       |             |              |                   | 14     |
| 8    | Kenny Chiang    |           | 6         | 5        | DSQ   | 1     | 6     |             |              |                   | 12     |
| 9    | Daniel Genevey  |           | 4         | 6        | 4     |       | 4     | 6           |              |                   | 12     |

(Legende: DNP = Nicht teilgenommen; DNS = Nicht gestartet; DSQ = Disqualifiziert; CAN = Abgesagt)
Punktesystem
| Platzierung | 1    | 2      | 3      | 4    | 5    | 6    | 7    | 8    |
| Punkte      | 10   | 8      | 6      | 4    | 2    | 0    | 0    | 0    |
| Farbe       | Gold | Silber | Bronze | Grün | Grün | Blau | Blau | Blau |